# Senlis (Pas-de-Calais)

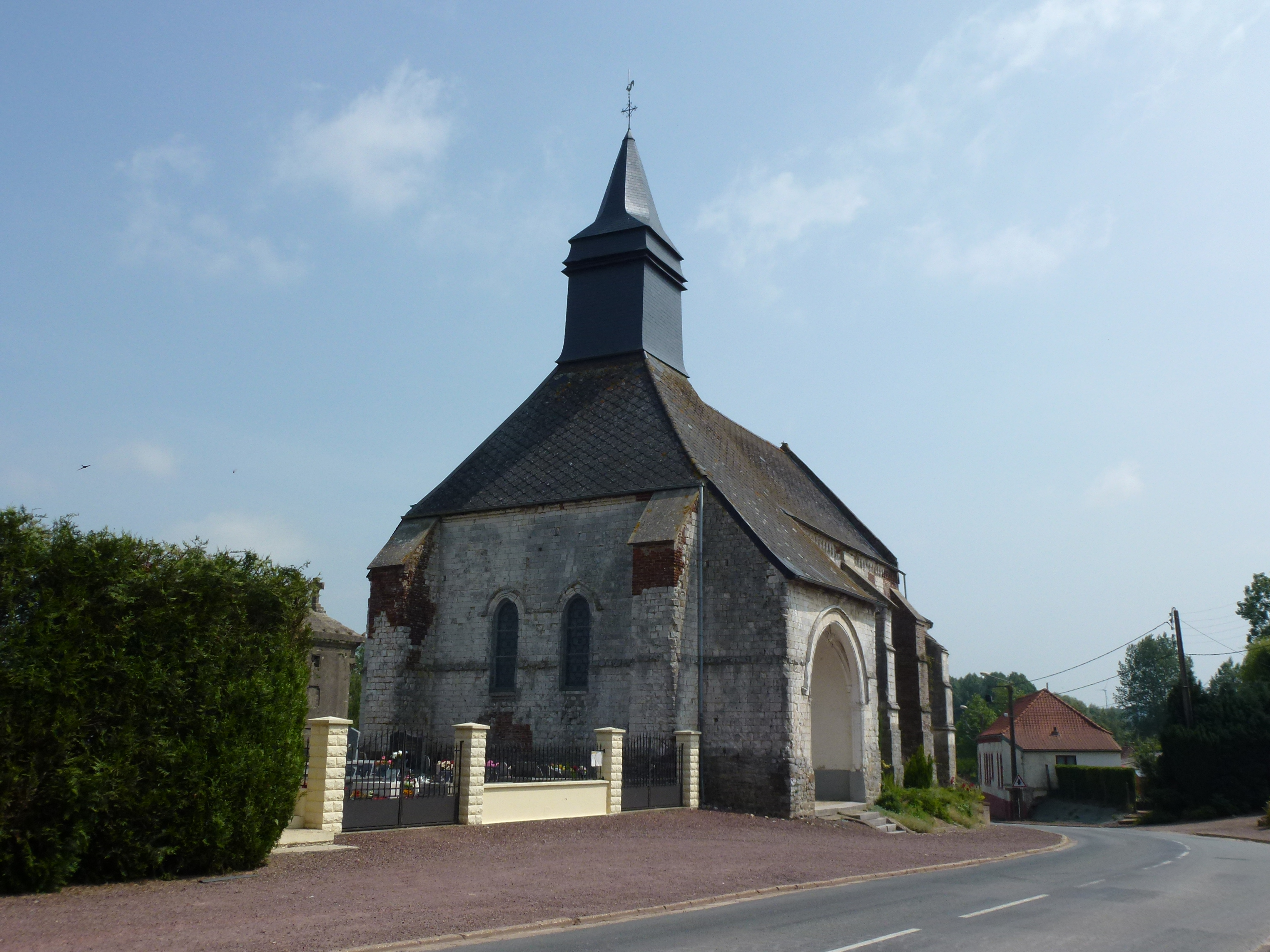
Notre Dame de Senlis

Senlis is een gemeente in het Franse departement Pas-de-Calais (regio Hauts-de-France) en telt 166 inwoners (1999). De plaats maakt deel uit van het arrondissement Montreuil.

## Geografie
De oppervlakte van Senlis bedraagt 4,9 km², de bevolkingsdichtheid is 33,9 inwoners per km².
De onderstaande kaart toont de ligging van Senlis (Pas-de-Calais) met de belangrijkste infrastructuur en aangrenzende gemeenten.

## Demografie
Onderstaande figuur toont het verloop van het inwonertal (bron: INSEE-tellingen).